# ジェイムズ・バーンズ (作曲家)
ジェイムズ・チャールズ・バーンズ（James Charles Barnes、1949年9月9日 - ）は、アメリカ合衆国の作曲家・指揮者。専攻楽器はチューバ。主として吹奏楽曲の作曲で知られる。日本国内における片仮名表記では、「ジェームズ・バーンズ」や「ジェームス・バーンズ」とするものも多く見受けられる。

## 人物・来歴
オクラホマ州ホーバート（Hobart）出身。カンザス大学で作曲を学び、同校で2015年春まで40年にわたって教鞭をとっていた。現在は、同校の名誉教授である。
米国作曲家作詞家出版者協会（ASCAP）や、アメリカ吹奏楽指導者協会（American Bandmasters Association）、日本吹奏楽指導者協会名誉会員(2016年-)、その他 多くの専門的な組織のメンバーである。
バーンズは、親日家・知日家としても知られ、これまでに数多くの日本の吹奏楽団からの委嘱作品を発表している。来日して日本の吹奏楽団による自作曲の演奏の指揮を行うことも多い。日本でのマネージメントを行うのは、API,inc。
東京佼成ウインドオーケストラと共演して、これまでにセッション録音によるCDを3枚発売している。また、シエナ・ウインド・オーケストラやオオサカ・シオン・ウインド・オーケストラ、尚美ウインドオーケストラの演奏会にも出演し、そのライブ録音がCD化されている。

## 主要作品

### 吹奏楽曲
- アステカの風景（Escenas de los Aztecas）
- アパラチアン序曲（Appalachian Overture）
- アルヴァマー序曲（Alvamar Overture）
- イーグルクレスト序曲（Eaglecrest An Overture for Symphonic Band）
- 祈りとトッカータ（Invocation and Toccata）
- ウィ・ザ・ピープル（March: We The People）
- ウェストポート序曲（Westport Overture）
- ガーシュインの「ガールクレイジー」からの音楽（Music from Girl Crazy by George Gershwin）
- 交響曲第1番（First Symphony） - 1978年オストウォルド賞受賞作。未録音。
- 交響曲第2番（Second Symphony） - 1982年ニール・A・チョス記念作曲賞受賞作
- 交響曲第3番（Third Symphony） - 生後半年で亡くなったバーンズの娘ナタリーへの追悼の意味が込められている。第3楽章は「メスト -ナタリーのために- Mest （for Natalie）」とのタイトルが付され、ハープや いくつかの打楽器群によって導かれコーラングレによって奏されるメロディ、その後に様々な楽器に引き継がれて展開する、穏やかで美しく、時に輝かしい曲想が印象的な楽章を持つ作品
- 交響曲第4番「イエローストーン・ポートレート」（Fourth Symphony "Yellowstone Portraits"）
- 交響曲第5番「フェニックス」（Fifth Symphony "Phoenix"）- 陸上自衛隊中央音楽隊の委嘱により作曲。焦土から復興した日本をフェニックスに例えた日本賛歌となっている。
- 交響曲第6番 作品130
- 交響的葬送曲（交響曲第7番） 作品135（Symphonic Requiem, "Seventh Symphony"）- 南北戦争の戦いを描く。
- 交響曲第8番 作品148（Eighth Symphony "Sinfonie für Wangen"）
- 交響曲第9番 作品160
- 交響的序曲（Symphonic Overture）
- ゴールデンフェスティバル序曲（Golden Festival Overture）
- 詩的間奏曲（Poetic Intermezzo）
- 死の幻影（Visions Macabre） - 1981年オストウォルド賞受賞作
- 祝典序曲（Jubilation Overture）
- ダンツァ・シンフォニカ（Danza Sinfonica）
- 力強い序曲（Overture Energico）
- ツイン・オークス（Twin Oaks）
- ドイツ民謡によるコラール・プレリュード（Chorale Prelude On A German Folk Tune）
- トッカータ・ファンタスティカ（Toccata Fantastica）
- 長い灰色の線（The Long Gray Line）
- パガニーニの主題による幻想変奏曲（Fantasy Variations on a Theme by Niccolo Paganini） - ニコロ・パガニーニの「24の奇想曲 Op.1」第24曲「主題と変奏」の主題を用いた作品
- ヒーザーウッド・ポートレート（Heatherwood Portrait）
- 百年祭祝典序曲（Centennial Celebration Overture）
- ファンファーレとアレルヤ（Fanfares And Alleluias）
- フォックス・ファイアー序曲（Foxfire Overture for Symphonic Band）
- ペーガン・ダンス（Pagan Dances）
  1. 儀式（Ritual）
  2. 神秘（Mystics）
  3. 剣の達人（The Master of the Sword）
- MARCH KAWASAKI（March Kawasaki）
- マーチ・ヌリ・セクンドゥス（March, Nulli Secundus）
- ヤマ・ミドリ（Yama Midori）
- ヨークシャー・バラード（Yorkshire Ballad）
- リヴァーフェスト（Riverfest）
- レジェンド（Legend）
- ロマンツァ（Romanza）
- ロンリー・ビーチ（Lonely Beach）
- ワイルド・ブルー・ヨンダー（Wild Blue Yonder） - アメリカ空軍の創立60周年の記念に委嘱された作品

他